# Viaggio intorno alla mia camera
Viaggio intorno alla mia camera (Voyage autour de ma chambre) è un romanzo di Xavier de Maistre scritto nel 1794, durante un periodo di arresti per punizione e pubblicato anonimo l'anno successivo in una edizione datata tuttavia 1794.

## Trama
In 42 capitoli, quanti sono i giorni di confinamento in casa, Xavier de Maistre percorre in lungo e in largo e in diagonale, zigzagando e facendo spesso camminare sulle gambe posteriori la poltrona da cui non ama scollarsi, i 36 passi di lato della sua stanza quadrata, commentando mobili e oggetti e richiamando vecchi ricordi. Ogni oggetto che l'autore ci presenta è occasione di divagazioni e di aneddoti, di osservazioni filosofiche basate su una morale corrente, benevola, generosa e arguta.
Il monologo dell'autore si sdoppia spesso in un dialogo, tra due parti di sé, l'anima e quella che è detta "l'altra", la bestia, cioè il corpo, le quali battibeccano con grazia, chiamandosi con rispetto persino "Madame", e da cui spesso esce vincitrice "l'altra".
Sono presenti anche una cagnetta amatissima, Rosina, e un servitore, Joannetti, anch'egli prediletto e insostituibile.
Quando descrive le stampe e i quadri della sua stanza presenta per ultimo, come pezzo forte della collezione il quadro più apprezzato dagli ospiti, soprattutto dalle dame, che è uno specchio! Infatti, sempre "imparziale e vero, rimanda agli occhi dello spettatore le rose della giovinezza e le rughe dell'età matura, senza calunniare né lusingare nessuno".
Un capitolo dedicato a una rosa secca, trovata in un cassetto, ci dipinge una scena settecentesca di cavalier servente, che vede ignorato il fiore offerto alla sua dama; infatti questa, occupata a pettinarsi, bada solo ad afferrare le forcine che il cavaliere le porge trovandole al tatto, perché non toglie mai gli occhi dallo specchio "per paura di perdersi di vista". I rari momenti di malinconia, come il ricordo di un amico scomparso, sono sempre superati di slancio della fede religiosa.

## Critica
- Una leggiadra fantasia sul gusto del Viaggio sentimentale dello Sterne: tra l'amabilità ancora settecentesca e certe delicate sfumature già romantiche v'è un non so che di deliziosamente ingenuo che ci riporta al piccolo mondo, un po' chiuso e impacciato nelle sue grazie, della vecchia aristocrazia piemontese.[1]
- L'opera di De Maistre nasce da un'intuizione profonda e suggestiva: che il piacere del viaggio dipenda forse più dall'atteggiamento mentale con cui partiamo che non dalla destinazione scelta. Se solo riuscissimo a vivere il nostro ambiente quotidiano con lo spirito del viaggiatore, dunque, potremmo scoprire che esso non è affatto meno interessante degli alti passi montani e delle giungle popolate di farfalle del Sudamerica di Humboldt.[2].

## Edizioni
La prima edizione di Voyage autour de ma chambre fu pubblicata sotto un'enigmatica sigla e anonima a Torino nel 1794, ma in realtà a Losanna nel 1795 (Vedi scheda bibliografica su OPAC SBN). 
La prima traduzione in lingua italiana, ad opera di Giuseppe Montani, ma senza indicazione né del nome dell'autore né del nome del traduttore, apparve a Milano nel 1823. Fra le successive traduzioni in lingua italiana:
- traduzione di Giuseppe Montani, Milano, dalla tipografia e libreria Manini, 1823 (SBN)
- traduzione di Giuseppe Montani, Seconda edizione, Milano, dalla tipografia e libreria Manini ne' Tre Re, n. 4085, 1824 (SBN)
- traduzione di Silvio Spaventa Filippi, Roma, A. F. Formiggini, 1922
- traduzione di Galeazzo Falconi, Milano, C. Signorelli, 1932
- traduzione di Alessandro Bruni, Torino, Unione tipografico-editrice torinese, 1940
- traduzione di Alvise Zorzi, Milano, BUR, 1954
- traduzione di Gennaro Auletta, Milano, Edizioni Paoline, stampa 1958
- traduzione di Aristide Vesco, Torino, Società editrice internazionale, 1964
- traduzione di Rosa Maria Losito, Napoli, Guida, 1987
- traduzione di Nicola Muschitiello, Milano, Biblioteca universale Rizzoli, 1991
- traduzione di Carmelo Geraci, Bergamo, Moretti & Vitali, 1999
- traduzione di Pier Angelo Sanna, Aosta, Keltia, 2012
- traduzione di Flavio Santi, Pavia, La Grande illusion, 2019
- traduzione di Donata Feroldi, Milano, Feltrinelli, 2024